# ヴォル
ヴォル（エストニア語: Võru）は、エストニア南東部の町。ヴォル県の県都で、ヴォル教区の中心地でもある。

## 歴史
1784年8月21日に、ロシア皇帝エカチェリーナ2世の要請に応える形で、リガ総督伯ジョージ・ブラウンの命により築かれた。

## 地理
タルトゥの南方約60km、タムラ湖のほとりに位置する。

## 文化
ヴォル・フォーク・フェスティバルが毎年この地で開かれる。

## 姉妹都市
- ライティラ（フィンランド）
- イーサルミ（フィンランド）
- ランズクルーナ（スウェーデン）
- ヘリダ（スウェーデン）
- アルクスネ（ラトビア）
- ヨニシュキス（リトアニア）
- バート・ゼーゲベルク（ドイツ）
- スヴァウキ（ポーランド）
- シャンブレー・レ・トゥール（フランス）
- スモリャン（ブルガリア）
- カニウ（ウクライナ）

## ゆかりの人物
- フリードリヒ・レインホルト・クロイツヴァルト - 叙情詩「カルヴィポエグ」で知られる作家で、1833年から77年までこの地で暮らした。

## ギャラリー

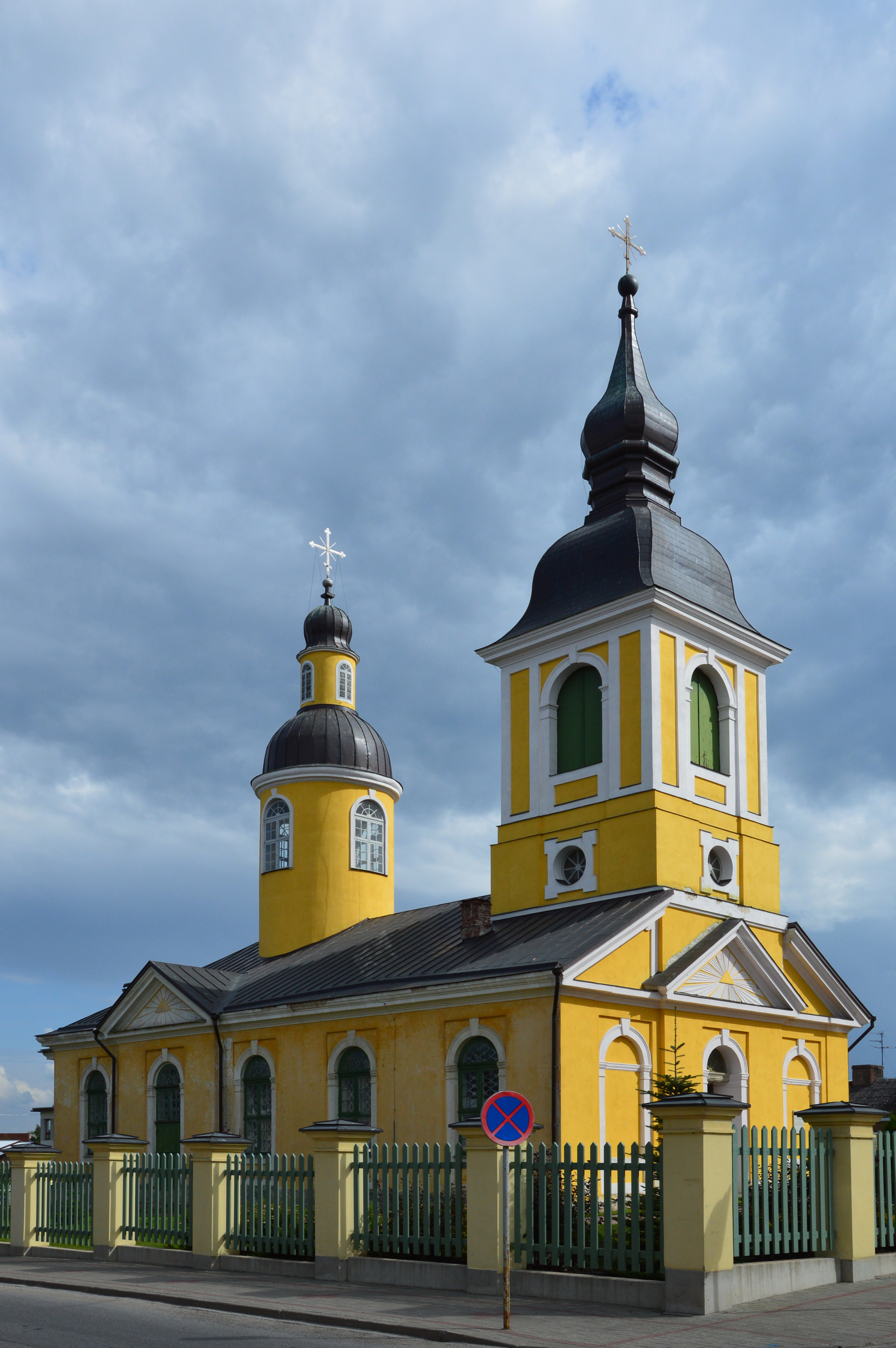
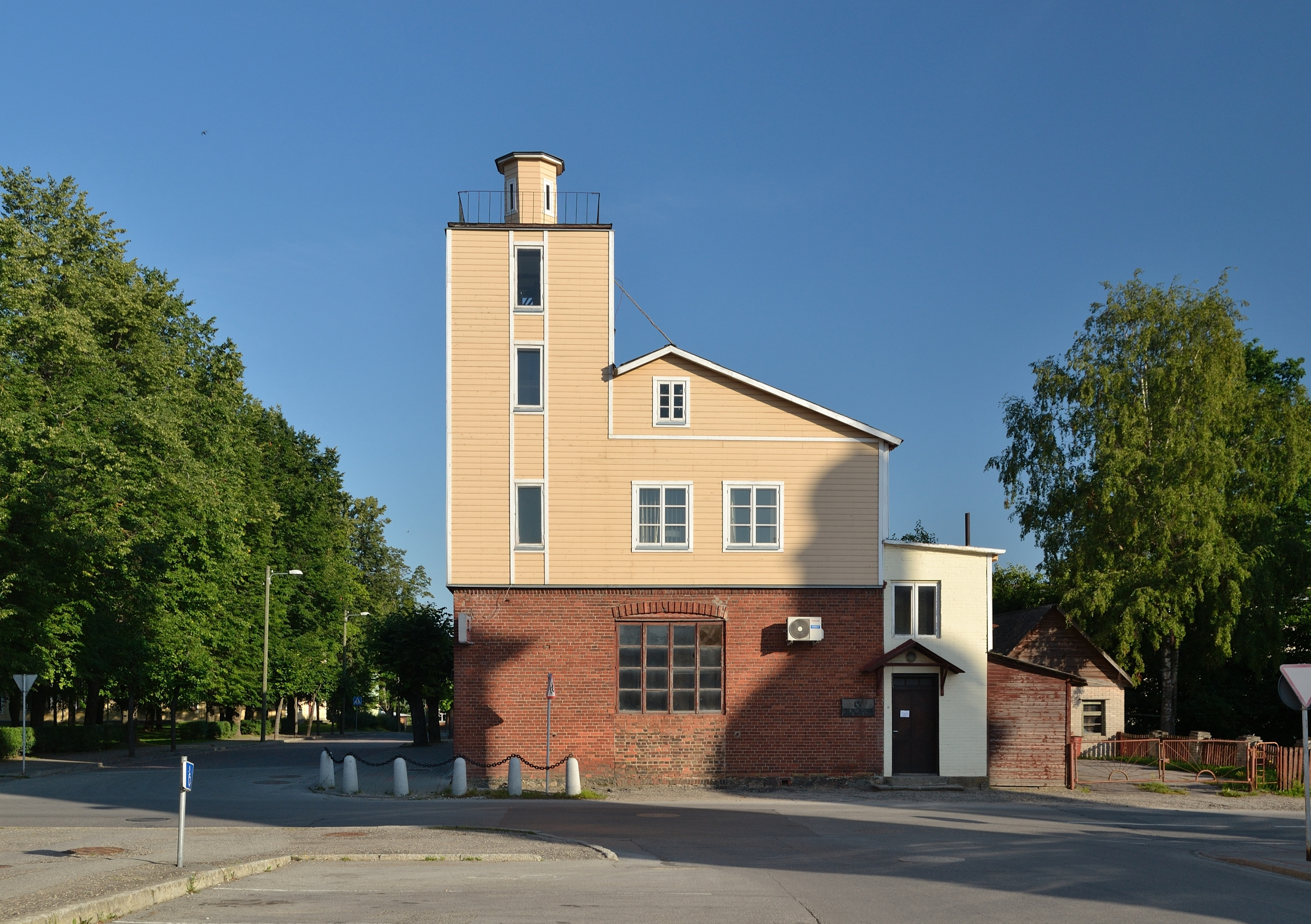
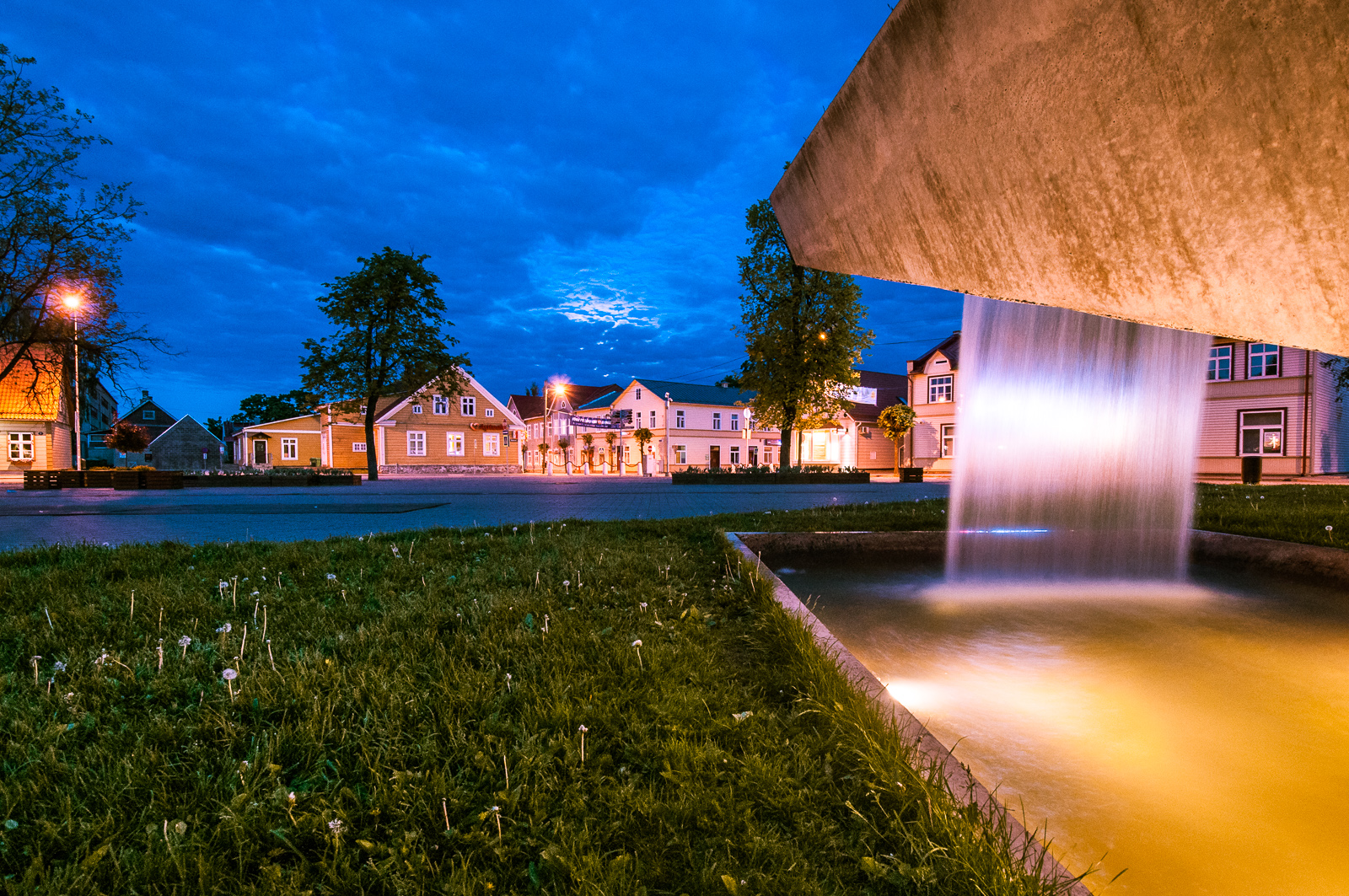
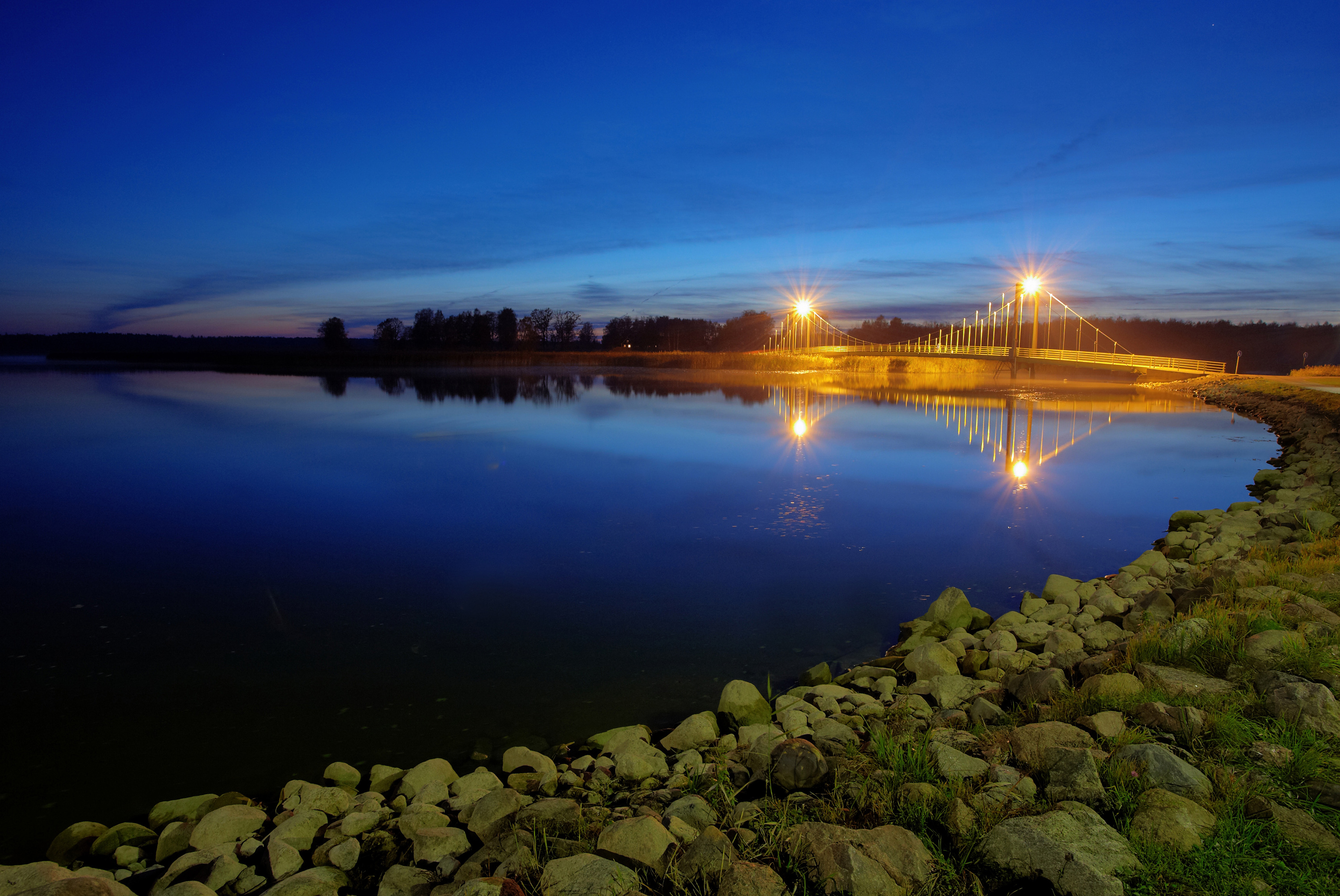
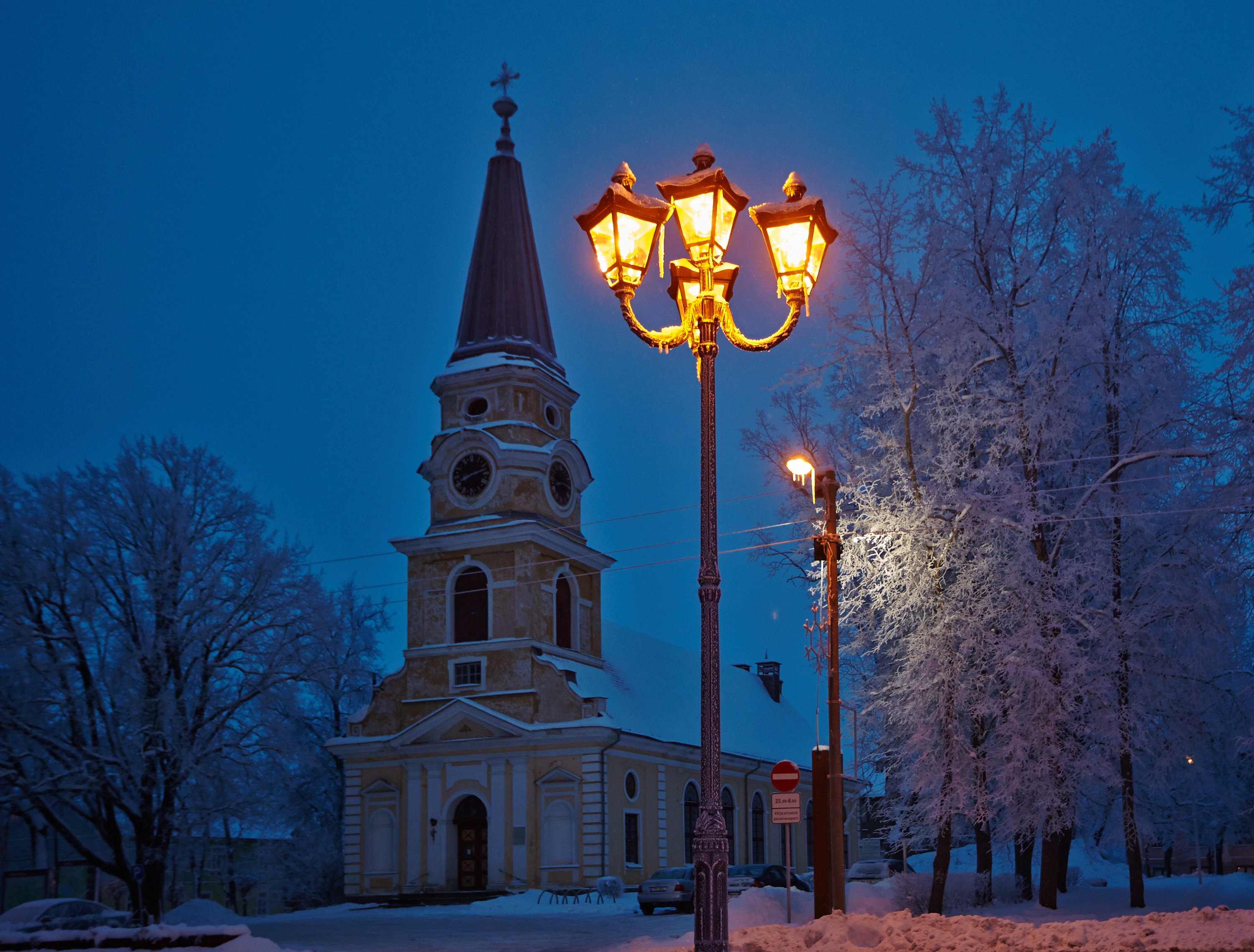
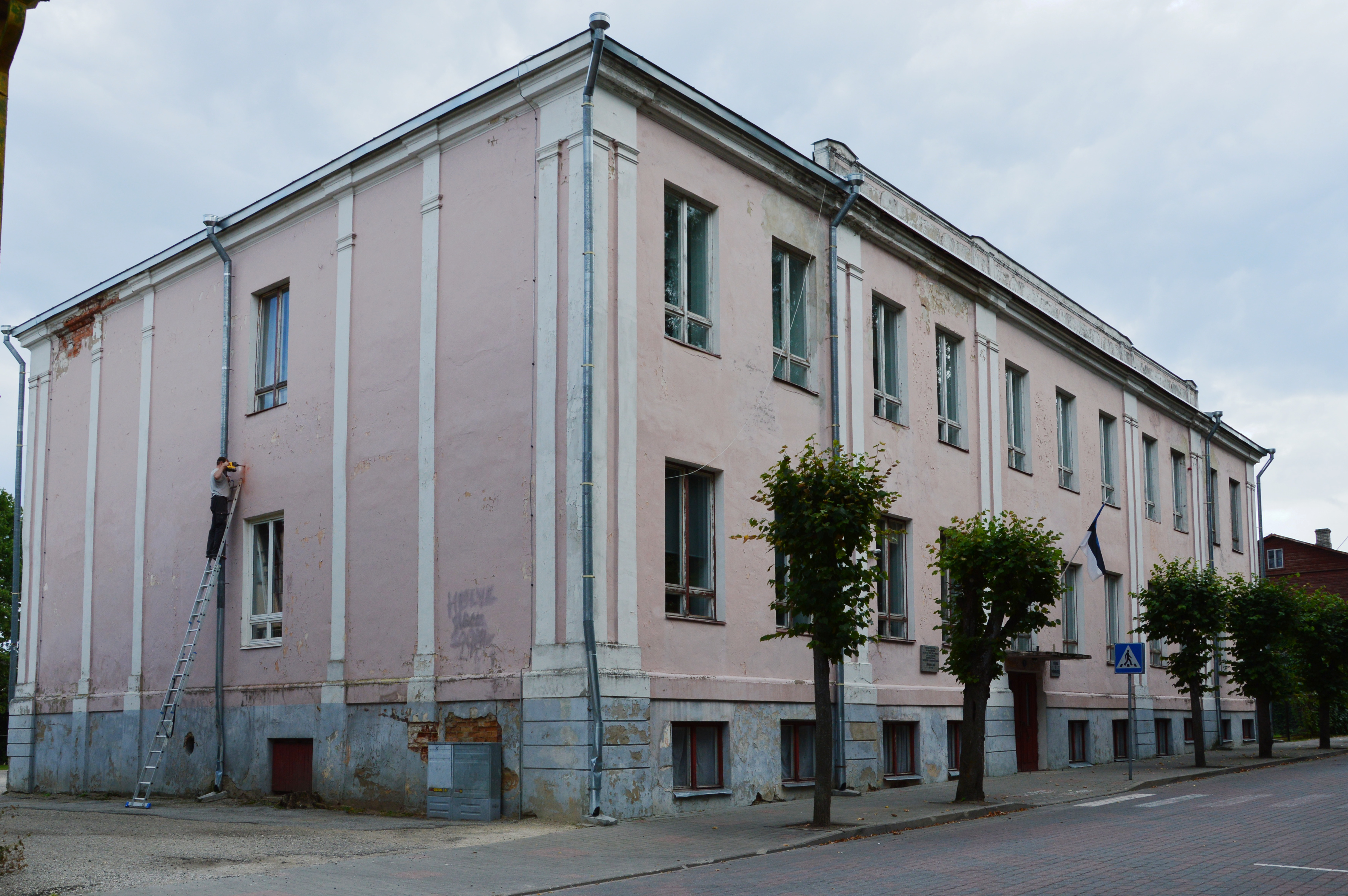